# Silvano Maria Tomasi
Silvano Maria Tomasi, CS (Casoni di Mussolente, 12 de outubro de 1940) é um cardeal católico do serviço diplomático da Santa Sé. É o atual Delegado Especial do Santo Padre junto à Ordem Soberana e Militar de Malta.

## Biografia
Ele nasceu em Casoni di Mussolente, Itália. Recebeu formação educacional na Itália e nos Estados Unidos onde estudou teologia e foi ordenado padre em 31 de maio de 1965 na Congregação dos Missionários de São Carlos pelo bispo-auxiliar de Nova Iorque, Joseph Maria Pernicone. Ele conseguiu seu Ph.D. em sociologia pela Fordham University. Ele co-fundou o Center for Migration Studies, um think tank com sede em Nova Iorque, e escreveu um livro sobre o legado histórico das paróquias italianas da cidade.
Foi Superior Provincial de sua Congregação religiosa. De 1983 a 1987, foi o primeiro Diretor do Escritório da Pastoral dos Migrantes e Refugiados (PCMR) da Conferência dos Bispos Católicos dos Estados Unidos (NCCB/USCC). De finais de 1989 até junho de 1996, foi Secretário do Pontifício Conselho para a Pastoral dos Migrantes e Itinerantes.
Em 27 de junho de 1989, o Papa João Paulo II o nomeou Secretário do Pontifício Conselho para a Pastoral dos Migrantes e dos Povos Itinerantes. Foi nomeado núncio apostólico na Eritreia e Etiópia e delegado apostólico no Djibouti em 27 de junho de 1996, sendo consagrado como arcebispo-titular de Cercina em 17 de agosto de 1996, na Igreja de San Rocco de Casoni di Mussolente pelo cardeal Angelo Sodano, secretário de Estado, coadjuvado por Giovanni Cheli, presidente do Pontifício Conselho para a Pastoral dos Migrantes e Itinerantes e por Paolo Magnani, bispo de Treviso.
Em 24 de novembro de 1999, é transferido para a sé titular de Asolo. Torna-se núncio apostólico para Djibouti em 23 de dezembro de 2000.
Em 10 de junho de 2003, foi nomeado Observador Permanente da Santa Sé junto ao Escritório das Nações Unidas e das Instituições Especializadas em Genebra e Observador Permanente junto à Organização Mundial do Comércio (OMC), cargo ocupado até 13 de fevereiro de 2016.
Em 9 de abril de 2016, o Papa Francisco nomeou-o membro do antigo Pontifício Conselho Justiça e Paz, hoje Dicastério para o Serviço do Desenvolvimento Humano Integral.

## Papel em Genebra
Em 10 de junho de 2003, Tomasi foi nomeado Observador Permanente da Santa Sé junto às Nações Unidas em Genebra.
Ele foi amplamente criticado em setembro de 2009, após um discurso em que elogiou o histórico da Igreja sobre abuso sexual de crianças em comparação com o de outras organizações, argumentando que "de todos os padres envolvidos nos abusos, 80 a 90% pertencem a essa minoria de orientação sexual que está envolvida sexualmente com meninos adolescentes entre 11 e 17 anos" e "Como a Igreja Católica está ocupada limpando sua própria casa, seria bom que outras instituições e autoridades, onde a maior parte dos abusos são relatados, pudessem fazer o mesmo e informar a mídia sobre isso".
Tomasi "incentivou a aprovação de um protocolo internacional que daria às crianças uma linha direta de comunicação com as autoridades locais e internacionais quando elas são vítimas de violência ou seus direitos são violados". Tomasi disse que a medida "se tornará um instrumento significativo do sistema de direitos humanos". O documento aumentaria as proteções previstas na Convenção das Nações Unidas sobre os Direitos da Criança. Em 8 de junho de 2011, na Conferência Internacional do Trabalho da ONU, em Genebra, o arcebispo Tomasi pediu que todos os envolvidos no "sistema econômico florescente e mercurial" trabalhem para promover princípios fundamentais que garantam o respeito pelo bem comum e a proteção dos mais vulneráveis.
Em 2014, o Comitê dos Direitos da Criança da ONU publicou um relatório descrito como "uma acusação contundente do tratamento do Vaticano de casos de abuso sexual infantil envolvendo clérigos, divulgando um relatório que incluía críticas aos ensinamentos da igreja sobre homossexualidade, igualdade de gênero e aborto" que foi visto como uma acusação pela Igreja Católica de lidar com casos de abuso sexual infantil envolvendo clérigos, indo além de como a igreja conseguiu acusações de abuso para incluir críticas a seus ensinamentos sobre homossexualidade, igualdade de gênero e aborto. O arcebispo Tomasi compareceu perante um comitê da ONU em Genebra. As autoridades do Vaticano disseram que ainda estudavam as descobertas, mas responderam com raiva ao que descreveram como recomendações ideologicamente tendenciosas. O frei Thomas Rosica, presidente da Salt + Light Television, disse que o relatório da ONU considerava erroneamente o catolicismo como uma única organização.  Tomasi disse que suspeita que ONGs pelos direitos dos gays tenham influenciado o comitê e "reforçado uma linha ideológica" na ONU.
Tomasi afirmou que, "por mais sofisticados que sejam os sistemas de armas autônomas, eles nunca podem cumprir a lei internacional de direitos humanos". "O envolvimento humano significativo é absolutamente essencial nas decisões que afetam a vida e a morte dos seres humanos", disse o arcebispo Tomasi, em reunião de 13 a 16 de maio, para discutir sistemas letais de armas autônomas, como drones. O arcebispo Tomasi disse que é essencial "reconhecer que os sistemas de armas autônomos nunca podem substituir a capacidade humana de raciocínio moral, inclusive no contexto da guerra". "O desenvolvimento de sistemas de armas autônomos acabará por levar a uma proliferação generalizada", disse ele, e "o desenvolvimento de sistemas complexos de armas autônomas que afastam o ator humano da tomada de decisões letais é míope e pode alterar irreversivelmente a natureza da guerra no país numa direção menos humana, levando a consequências que não podemos prever, mas que, de qualquer forma, aumentarão a desumanização da guerra".
Em discurso à Rádio Vaticano em agosto de 2014, o arcebispo Tomasi comentou que "talvez seja necessária ação militar neste momento" no Iraque. Ainda disse que "o que parece particularmente importante na carta do Santo Padre a Ban Ki-moon são as expressões que ele usa: a situação trágica obriga a comunidade internacional. Há um imperativo moral, por assim dizer, uma necessidade de agir". Ele acrescentou que a Carta da ONU observa que às vezes "o diálogo, as negociações, o fracasso e um grande número de pessoas se vêem em risco: em risco de genocídio, em risco de ter seus direitos humanos fundamentais, violados. Nesse caso, quando todos os outros meios são tentados, o artigo 42 da Carta das Nações Unidas torna-se possível justificativa para não apenas impor sanções de natureza econômica ao estado ou ao grupo ou à região que viola os direitos humanos básicos das pessoas, mas também para usar a força. Toda a força necessária para deter esse mal e essa tragédia."
Em 2015, o arcebispo Tomasi disse que os jihadistas estavam cometendo "genocídio" e devem ser interrompidos. Ele disse: "O que é necessário é uma coalizão coordenada e bem pensada para fazer todo o possível para alcançar um acordo político sem violência. Mas se isso não for possível, será necessário o uso da força". Ele acrescentou: "Temos que parar esse tipo de genocídio. Caso contrário, estaremos gritando no futuro sobre por que não fizemos algo assim, por que permitimos que uma tragédia tão terrível acontecesse." 
Tomasi se aposentou após o anúncio da nomeação de seu sucessor em Genebra, o arcebispo Ivan Jurkovič, em 13 de fevereiro de 2016.
Em 25 de outubro de 2020, o Papa Francisco anunciou que o criaria cardeal no consistório programado para 28 de novembro de 2020. Em 1 de novembro, foi nomeado pelo Papa como seu Delegado Especial junto à Ordem Soberana e Militar de Malta, em lugar de Giovanni Angelo Becciu. Recebeu o barrete vermelho e o título de cardeal-diácono de São Nicolau no Cárcere.